# Луговой (Уйский район)
Луговой — посёлок в Уйском районе Челябинской области России. Входит в состав Соколовского сельского поселения.

## География
Посёлок находится в центральной части области, в лесостепной зоне, на левом берегу реки Увельки, вблизи места впадения в неё реки Каратал, на расстоянии 27 километров по прямой к северо-востоку от села Уйского, административного центра района. Абсолютная высота 299 метров над уровнем моря.
Часовой пояс
Посёлок Луговой, как и вся Челябинская область, находится в часовой зоне МСК+2. Смещение применяемого времени относительно UTC составляет +5:00.

## Население
| 2002 | 2010 |
| ---- | ---- |
| 81   | ↗86  |

Гендерный состав
По данным Всероссийской переписи населения 2010 года в гендерной структуре населения мужчины составляли 55,8 %, женщины — 44,2 %.
Национальный состав
Согласно результатам переписи 2002 года, в национальной структуре населения русские составляли 74 %.

## Улицы
Уличная сеть посёлка состоит из трёх улиц.